# Infranor Inter
Die Infranor Inter AG mit Sitz in Zürich ist eine auf Antriebstechnologie spezialisierte, international tätige Schweizer Unternehmensgruppe. Ihr Kerngebiet liegt in der Mechatronik auf dem Gebiet der Automation mechanischer Prozesse in der Industrie. Die Unternehmensgruppe beschäftigt rund 300 Mitarbeiter und erwirtschaftete im Geschäftsjahr 2007/2008 einen Umsatz von 76 Millionen Schweizer Franken. Infranor Inter ist an der Schweizer Börse SWX Swiss Exchange kotiert. Mehrheitsaktionärin mit einem Anteil von 74 Prozent ist die Schweizer Perrot Duval Holding SA.

## Tätigkeitsgebiet
Das Unternehmen entwickelt, produziert und vertreibt unter anderem Servoregler und Servomotoren. Diese finden Anwendung in der Steuerung von Einzelbewegungen in Maschinen sowie in der Gesamtsteuerung von Maschinen, Anlagen und Geräten, die in der industriellen Fertigung, in der Verpackungsindustrie und im Industrial Handling sowie in der Prozessindustrie für Nahrungsmittel, Chemie, Pharma und Textil, die Kunststoff- und Papierverarbeitung sowie in der Medizinal- und Nukleartechnik eingesetzt werden.

## Geschichte
Das Unternehmen wurde 1941 von der Perrot Duval Holding als Infranor SA in Coppet gegründet und stellte zunächst Beleuchtungssysteme her. Einige davon sind noch heute zur Beleuchtung des Eiffelturms, des Parthenons und der Sphinx in Betrieb.
1959 erfolgte der Einstieg in die Industrieautomation durch die Übernahme eines kleinen von William P. Lear gegründeten Elektroniklabors in Genf. Mit der Gründung einer Tochtergesellschaft in Deutschland begann 1968 die internationale Expansion, später folgten weitere in Frankreich, Spanien, Grossbritannien, Niederlanden und Vereinigte Staaten. 1972 fokussierte sich das Unternehmen auf die Entwicklung, Herstellung und den Vertrieb von Servosystemen und verkaufte das Beleuchtungsgeschäft. 
1987 wurde die Infranor Gruppe aus der Perrot Duval Holding herausgelöst und die einzelnen Tochtergesellschaften unter dem Dach der Infranor Inter AG mit Sitz in Zürich organisiert. 